# レネイ・エリース・ゴールズベリイ
レネイ・エリース・ゴールズベリイ（Renee Elise Goldsberry, 1971年1月2日 - ）は、アメリカ合衆国の女優・歌手。

## 略歴
カーネギーメロン大学で演劇を学ぶ。学士号修得後、南カリフォルニア大学ソーントン音楽学校でジャズ・ボーカルを学んだ。
ブロードウェイにも多く出演しており、2003年には『ライオンキング』にも出演した。

## 主な出演作品

### 映画
- レント ライヴ・オン・ブロードウェイ Rent: Filmed Live on Broadway (2008) ※テレビ映画
- 弾突 DANTOTSU Pistol Whipped (2008)
- シークレット・デイ Every Secret Thing (2014)
- 不死細胞ヒーラ ヘンリエッタ・ラックスの永遠なる人生 The Immortal Life of Henrietta Lacks (2017) ※テレビ映画
- ルイスと不思議の時計 The House with a Clock in Its Walls (2018)
- WAVES/ウェイブス Waves (2019)
- ハミルトン Hamilton (2020) [1]
- Tick, tick... BOOM! : チック、チック…ブーン! Tick, Tick... Boom! (2021)
- エニシング・イズ・ポッシブル Anything's Possible (2022) [2]

### テレビ
- アリー my Love Ally McBeal (1997-2002)
- スタートレック:エンタープライズ Star Trek: Enterprise (2002)
- ニューヨーク1973/LIFE ON MARS Life on Mars (2008)
- 救命医ハンク セレブ診療ファイル Royal Pains (2010)
- ホワイトカラー White Collar (2010)
- グッド・ワイフ The Good Wife (2010-2016)
- ザ・フォロイング The Following (2013)
- セーブ・ミー Save Me (2013)
- LAW & ORDER:性犯罪特捜班 Law & Order: Special Victims Unit (2013-2014)
- マスターズ・オブ・セックス Masters of Sex (2014)
- Younger/ライザのサバヨミ大作戦 Younger (2015)
- ゲットダウン The Get Down (2016-2017)
- ライオン・ガード The Lion Guard (2018-2019) ※声の出演
- オルタード・カーボン Altered Carbon (2018-2020)
- ワイルド・スピード/スパイレーサー Fast & Furious Spy Racers (2019-2021) ※声の出演
- ゾーイの超イケてるプレイリスト Zoey's Extraordinary Playlist (2020)
- Girls5eva (2021-)
- シー・ハルク:ザ・アトーニー She-Hulk: Attorney at Law (2022) [3]